# 16.ª etapa del Tour de Francia 2018
La 16.ª etapa del Tour de Francia 2018 tuvo lugar el 24 de julio de 2018 entre Carcasona y Bagnères-de-Luchon sobre un recorrido de 218 km y fue ganada en solitario por el ciclista francés Julian Alaphilippe del equipo Quick-Step Floors, quien completó su segunda victoria de etapa en el Tour 2018. El ciclista británico Geraint Thomas del equipo Sky conservó el maillot jaune.

## Clasificación de la etapa
| \| Clasificación de la etapa \| Clasificación de la etapa \| Clasificación de la etapa \| Clasificación de la etapa \| Clasificación de la etapa \| \| Ciclista \| Ciclista \| Equipo \| Tiempo \| \| \| ------------------------- \| ------------------------- \| ------------------------- \| ------------------------- \| ------------------------- \| \| 1.º \| Julian Alaphilippe \| Quick-Step Floors \| 5 h 13 min 22 s \| \| \| 2.º \| Gorka Izagirre \| Bahrain-Merida \| + 15 s \| \| \| 3.º \| Adam Yates \| Mitchelton-Scott \| + 15 s \| \| \| 4.º \| Bauke Mollema \| Trek-Segafredo \| + 15 s \| \| \| 5.º \| Domenico Pozzovivo \| Bahrain-Merida \| + 18 s \| \| \| 6.º \| Robert Gesink \| LottoNL-Jumbo \| + 37 s \| \| \| 7.º \| Michael Valgren \| Astana \| + 56 s \| \| \| 8.º \| Gregor Mühlberger \| Bora-Hansgrohe \| + 56 s \| \| \| 9.º \| Marc Soler \| Movistar Team \| + 1 min 10 s \| \| \| 10.º \| Pierre Latour \| AG2R La Mondiale \| + 1 min 18 s \| \| |                    |                   |                 |
| |                    |                   |                 |
| Fuente: ProCyclingStats |                    |                   |                 |
| Clasificación de la etapa |                    |                   |                 |
| Ciclista | Ciclista           | Equipo            | Tiempo          |
| 1.º | Julian Alaphilippe | Quick-Step Floors | 5 h 13 min 22 s |
| 2.º | Gorka Izagirre     | Bahrain-Merida    | + 15 s          |
| 3.º | Adam Yates         | Mitchelton-Scott  | + 15 s          |
| 4.º | Bauke Mollema      | Trek-Segafredo    | + 15 s          |
| 5.º | Domenico Pozzovivo | Bahrain-Merida    | + 18 s          |
| 6.º | Robert Gesink      | LottoNL-Jumbo     | + 37 s          |
| 7.º | Michael Valgren    | Astana            | + 56 s          |
| 8.º | Gregor Mühlberger  | Bora-Hansgrohe    | + 56 s          |
| 9.º | Marc Soler         | Movistar Team     | + 1 min 10 s    |
| 10.º | Pierre Latour      | AG2R La Mondiale  | + 1 min 18 s    |

## Clasificaciones al final de la etapa

### Clasificación general(Maillot Jaune)
| \| Clasificación general \| Clasificación general \| Clasificación general \| Clasificación general \| Clasificación general \| \| Ciclista \| Ciclista \| Equipo \| Tiempo \| \| \| --------------------- \| --------------------- \| --------------------- \| --------------------- \| --------------------- \| \| 1.º \| Geraint Thomas \| Team Sky \| 68 h 12 min 01 s \| \| \| 2.º \| Chris Froome \| Team Sky \| + 1 min 39 s \| \| \| 3.º \| Tom Dumoulin \| Team Sunweb \| + 1 min 50 s \| \| \| 4.º \| Primož Roglič \| LottoNL-Jumbo \| + 2 min 38 s \| \| \| 5.º \| Romain Bardet \| AG2R La Mondiale \| + 3 min 21 s \| \| \| 6.º \| Mikel Landa \| Movistar Team \| + 3 min 42 s \| \| \| 7.º \| Steven Kruijswijk \| LottoNL-Jumbo \| + 3 min 57 s \| \| \| 8.º \| Nairo Quintana \| Movistar Team \| + 4 min 23 s \| \| \| 9.º \| Jakob Fuglsang \| Astana \| + 6 min 14 s \| \| \| 10.º \| Daniel Martin \| UAE Team Emirates \| + 6 min 54 s \| \| |                   |                   |                  |
| |                   |                   |                  |
| Fuente: ProCyclingStats |                   |                   |                  |
| Clasificación general |                   |                   |                  |
| Ciclista | Ciclista          | Equipo            | Tiempo           |
| 1.º | Geraint Thomas    | Team Sky          | 68 h 12 min 01 s |
| 2.º | Chris Froome      | Team Sky          | + 1 min 39 s     |
| 3.º | Tom Dumoulin      | Team Sunweb       | + 1 min 50 s     |
| 4.º | Primož Roglič     | LottoNL-Jumbo     | + 2 min 38 s     |
| 5.º | Romain Bardet     | AG2R La Mondiale  | + 3 min 21 s     |
| 6.º | Mikel Landa       | Movistar Team     | + 3 min 42 s     |
| 7.º | Steven Kruijswijk | LottoNL-Jumbo     | + 3 min 57 s     |
| 8.º | Nairo Quintana    | Movistar Team     | + 4 min 23 s     |
| 9.º | Jakob Fuglsang    | Astana            | + 6 min 14 s     |
| 10.º | Daniel Martin     | UAE Team Emirates | + 6 min 54 s     |

### Clasificación por puntos(Maillot Vert)
| Clasificación por puntos | Clasificación por puntos | Clasificación por puntos | Clasificación por puntos | Clasificación por puntos |
| Ciclista                 | Ciclista                 | Equipo                   | Puntos                   |                          |
| ------------------------ | ------------------------ | ------------------------ | ------------------------ | ------------------------ |
| 1.º                      | Peter Sagan              | Bora-Hansgrohe           | 452 pts                  |                          |
| 2.º                      | Alexander Kristoff       | UAE Team Emirates        | 170 pts                  |                          |
| 3.º                      | Arnaud Démare            | Groupama-FDJ             | 133 pts                  |                          |
| 4.º                      | Greg Van Avermaet        | BMC Racing Team          | 130 pts                  |                          |
| 5.º                      | John Degenkolb           | Trek-Segafredo           | 128 pts                  |                          |
| 6.º                      | Julian Alaphilippe       | Quick-Step Floors        | 119 pts                  |                          |
| 7.º                      | Andrea Pasqualon         | Wanty-Groupe Gobert      | 100 pts                  |                          |
| 8.º                      | Philippe Gilbert         | Quick-Step Floors        | 91 pts                   |                          |
| 9.º                      | Sonny Colbrelli          | Bahrain-Merida           | 76 pts                   |                          |
| 10.º                     | Thomas de Gendt          | Lotto-Soudal             | 71 pts                   |                          |

### Clasificación de la montaña(Maillot à Pois Rouges)
| Clasificación de la montaña | Clasificación de la montaña | Clasificación de la montaña | Clasificación de la montaña | Clasificación de la montaña |
| Ciclista                    | Ciclista                    | Equipo                      | Puntos                      |                             |
| --------------------------- | --------------------------- | --------------------------- | --------------------------- | --------------------------- |
| 1.º                         | Julian Alaphilippe          | Quick-Step Floors           | 122 pts                     |                             |
| 2.º                         | Warren Barguil              | Fortuneo-Samsic             | 73 pts                      |                             |
| 3.º                         | Geraint Thomas              | Team Sky                    | 30 pts                      |                             |
| 4.º                         | Bauke Mollema               | Trek-Segafredo              | 29 pts                      |                             |
| 5.º                         | Rafał Majka                 | Bora-Hansgrohe              | 28 pts                      |                             |
| 6.º                         | David Gaudu                 | Groupama-FDJ                | 25 pts                      |                             |
| 7.º                         | Pierre Rolland              | EF Education First-Drapac   | 23 pts                      |                             |
| 8.º                         | Tom Dumoulin                | Team Sunweb                 | 23 pts                      |                             |
| 9.º                         | Rudy Molard                 | Groupama-FDJ                | 22 pts                      |                             |
| 10.º                        | Steven Kruijswijk           | LottoNL-Jumbo               | 20 pts                      |                             |

### Clasificación del mejor joven(Maillot Blanc)
| Clasificación del mejor joven | Clasificación del mejor joven | Clasificación del mejor joven | Clasificación del mejor joven | Clasificación del mejor joven |
| Ciclista                      | Ciclista                      | Equipo                        | Tiempo                        |                               |
| ----------------------------- | ----------------------------- | ----------------------------- | ----------------------------- | ----------------------------- |
| 1.º                           | Pierre Latour                 | AG2R La Mondiale              | 68 h 21 min 55 s              |                               |
| 2.º                           | Guillaume Martin              | Wanty-Groupe Gobert           | + 2 min 29 s                  |                               |
| 3.º                           | Egan Bernal                   | Team Sky                      | + 13 min 50 s                 |                               |
| 4.º                           | Daniel Felipe Martínez        | EF Education First-Drapac     | + 44 min 32 s                 |                               |
| 5.º                           | Søren Kragh Andersen          | Team Sunweb                   | + 1 h 00 min 17 s             |                               |
| 6.º                           | David Gaudu                   | Groupama-FDJ                  | + 1 h 01 min 34 s             |                               |
| 7.º                           | Stefan Küng                   | BMC Racing Team               | + 1 h 05 min 32 s             |                               |
| 8.º                           | Antwan Tolhoek                | LottoNL-Jumbo                 | + 1 h 10 min 51 s             |                               |
| 9.º                           | Magnus Cort                   | Astana                        | + 1 h 21 min 06 s             |                               |
| 10.º                          | Marc Soler                    | Movistar Team                 | + 1 h 23 min 24 s             |                               |

### Clasificación por equipos(Classement par Équipe)
| Clasificación por equipos | Clasificación por equipos | Clasificación por equipos | Clasificación por equipos |
| Equipo                    | Equipo                    | Tiempo                    |                           |
| ------------------------- | ------------------------- | ------------------------- | ------------------------- |
| 1.º                       | Bahrain-Merida            | 204 h 39 min 03 s         |                           |
| 2.º                       | Movistar Team             | + 1 min 08 s              |                           |
| 3.º                       | Astana                    | + 56 min 02 s             |                           |
| 4.º                       | Sky                       | + 57 min 33 s             |                           |
| 5.º                       | Lotto NL-Jumbo            | + 58 min 56 s             |                           |
| 6.º                       | BMC Racing Team           | + 1 h 24 min 46 s         |                           |
| 7.º                       | Team Sunweb               | + 1 h 33 min 01 s         |                           |
| 8.º                       | AG2R La Mondiale          | + 1 h 37 min 05 s         |                           |
| 9.º                       | Mitchelton-Scott          | + 1 h 41 min 20 s         |                           |
| 10.º                      | Quick-Step Floors         | + 1 h 51 min 57 s         |                           |

## Abandonos
- Damien Howson, no tomó la salida debido a una fractura de muñeca tras sufrir una caída en la etapa anterior.[2]
- Serge Pauwels, no tomó la salida debido a una fractura de codo tras sufrir una caída en la etapa anterior.[3]
- Tim Declercq, abandonó cuando recorría en el km 80 debido a una inflamación estomacal.[4]